# École supérieure de physique et de chimie industrielles de la ville de Paris
École supérieure de physique et de chimie industrielles de la ville de Paris (ESPCI)  je grande école založená v roce 1882 městem Paříž ve Francii. Vzdělává studenty bakalářského a magisterského studia fyziky, chemie a biologie a provádí v těchto oborech výzkum na vysoké úrovni. V šanghajském žebříčku za rok 2017 se umístila na prvním místě mezi francouzskými École d'Ingénieurs.

## Slavní studenti a absolventi
- Pierre-Gilles de Gennes, francouzský fyzik
- Paul Langevin, francouzský fyzik
- Marie Curie-Skłodowská, významná polská vědkyně